# Настільний теніс на Літній універсіаді 2013
Змагання з настільного тенісу пройшли на літній Універсіаді 2013 з 7 по 15 липня у Палаці спорту у Казані (Росія). Було розіграно 7 комплектів нагород: в індивідуальних чоловічих та жіночих дисциплінах, чоловічих та жіночих командних змаганнях, а також змаганнях пар чоловіків, жінок та мікстах.

## Медалі

### Медальний залік
| Місце | Країна                  | Золото | Срібло | Бронза | Загалом |
| ----- | ----------------------- | ------ | ------ | ------ | ------- |
| 1     | Китай (CHN)             | 3      | 3      | 3      | 9       |
| 2     | Японія (JPN)            | 2      | 2      | 3      | 7       |
| 3     | Китайський Тайбей (TPE) | 2      | 1      | 2      | 5       |
| 4     | Росія (RUS)             | 0      | 1      | 5      | 6       |
| 5     | Франція (FRA)           | 0      | 0      | 1      | 1       |
| Total | Total                   | 7      | 7      | 14     | 28      |

### Медалісти
| Змагання                         | Золото                                                                             | Срібло                                                                                     | Бронза                                                                                                  |
| -------------------------------- | ---------------------------------------------------------------------------------- | ------------------------------------------------------------------------------------------ | --- |
| Чоловіки, індивідуальні змагання | Лю І · Китай (CHN)                                                                 | Шанг Кун · Китай (CHN)                                                                     | Чень Цзяньань · Китайський Тайбей (TPE)                                                                 |
| Чоловіки, індивідуальні змагання | Лю І · Китай (CHN)                                                                 | Шанг Кун · Китай (CHN)                                                                     | Кокі Ніва · Японія (JPN)                                                                                |
| Жінки, індивідуальні змагання    | Че Сяосі · Китай (CHN)                                                             | Чжен Шичан · Китай (CHN)                                                                   | Ма Юефей · Китай (CHN)                                                                                  |
| Жінки, індивідуальні змагання    | Че Сяосі · Китай (CHN)                                                             | Чжен Шичан · Китай (CHN)                                                                   | Юка Ішіґакі · Японія (JPN)                                                                              |
| Чоловіки, пари                   | Китайський Тайбей (TPE) · Цзян Хунцзє · Хуан Шен-Шен                               | Росія (RUS) · В'ячеслав Буров · Михайло Пайков                                             | Франція (FRA) · Томас Ле Бретон · Romain Lorentz                                                        |
| Чоловіки, пари                   | Китайський Тайбей (TPE) · Цзян Хунцзє · Хуан Шен-Шен                               | Росія (RUS) · В'ячеслав Буров · Михайло Пайков                                             | Росія (RUS) · Олександр Шибаєв · Кирил Скачков                                                          |
| Жінки, пари                      | Китайський Тайбей (TPE) · Лі І-Чен · Лін Ча-Хуі                                    | Китай (CHN) · Че Сяосі · Цзян Цзуе                                                         | Японія (JPN) · Юка Шіґакі · Рійо Немото                                                                 |
| Жінки, пари                      | Китайський Тайбей (TPE) · Лі І-Чен · Лін Ча-Хуі                                    | Китай (CHN) · Че Сяосі · Цзян Цзуе                                                         | Росія (RUS) · Яна Носкова · Єлена Трошнєва                                                              |
| Мікст                            | Японія (JPN) · Хіроміцу Касахара · Ріка Сузукі                                     | Японія (JPN) · Кокі Ніва · Місато Ніва                                                     | Росія (RUS) · Антоніна Савельєва · Олександр Шибаєв                                                     |
| Мікст                            | Японія (JPN) · Хіроміцу Касахара · Ріка Сузукі                                     | Японія (JPN) · Кокі Ніва · Місато Ніва                                                     | Китай (CHN) · Ма Юефей · Сіа Цзичжен                                                                    |
| Чоловіки, командні змагання      | Китай (CHN) · Фан Бо · Hu Bingtao · Лю І · Шанг Кун · Сіа Цзичжен                  | Японія (JPN) · Юкі Хірано · Хіроміцу Касахара · Кокі Ніва · Їн Уеда · Махару Йошімура      | Росія (RUS) · В'ячеслав Буров · В'ячеслав Кривошеєв · Михайло Пайков · Олександр Шибаєв · Кирил Скачков |
| Чоловіки, командні змагання      | Китай (CHN) · Фан Бо · Hu Bingtao · Лю І · Шанг Кун · Сіа Цзичжен                  | Японія (JPN) · Юкі Хірано · Хіроміцу Касахара · Кокі Ніва · Їн Уеда · Махару Йошімура      | Китайський Тайбей (TPE) · Чень Цзяньань · Цзян Хунцзє · Хуан Шен-Шен · Хун Цзу-Хсян · Wu Chih-chi       |
| Жінки, командні змагання         | Японія (JPN) · Йоко Хірано · Юка Ішіґакі · Рійо Немото · Місато Ніва · Ріка Сузукі | Китайський Тайбей (TPE) · Цзень Сзу-Ю · Цзен І-Цзин · Hsiung Nai-i · Лі І-Чен · Лін Ча-Хуі | Китай (CHN) · Че Сяосі · Цзян Цзуе · Ма Юефей · Xiong Xinyun · Чжен Шичан                               |
| Жінки, командні змагання         | Японія (JPN) · Йоко Хірано · Юка Ішіґакі · Рійо Немото · Місато Ніва · Ріка Сузукі | Китайський Тайбей (TPE) · Цзень Сзу-Ю · Цзен І-Цзин · Hsiung Nai-i · Лі І-Чен · Лін Ча-Хуі | Росія (RUS) · Поліна Михайлова · Яна Носкова · Valentina Sabitova · Антоніна Савельєва · Єлена Трошнєва |